# Konspirační teorie o smrti Adolfa Hitlera

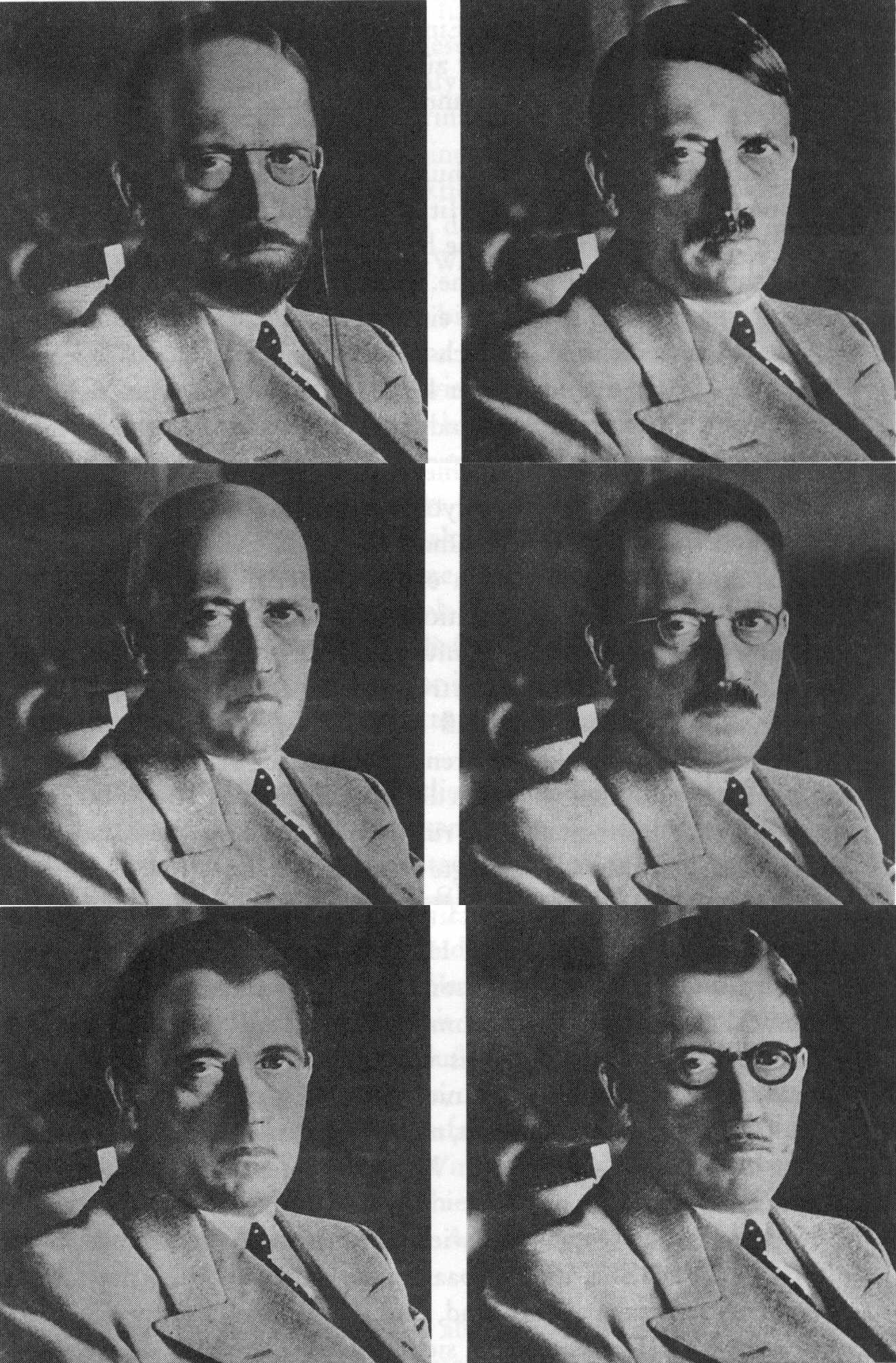
Hitler zobrazený americkou tajnou službou v roce 1944 pro ukázku toho, jak by se mohl maskovat, kdyby se skrýval před dopadením

Konspirační teorie o smrti Adolfa Hitlera, diktátora a vůdce Nacistického Německa v letech 1933 až 1945, jsou v rozporu s uznávaným faktem, že 30. dubna 1945 spáchal ve svém bunkru sebevraždu. Většina těchto teorií, které vycházejí z dezinformační kampaně Sovětského svazu, tvrdí, že Hitler a jeho žena Eva Braunová přežili a uprchli z Berlína, přičemž některé tvrdí, že odjel do Jižní Ameriky. V poválečných letech Federální úřad pro vyšetřování Spojených států (FBI) a Ústřední zpravodajská služba (CIA) některé z těchto zpráv prošetřily, aniž by jim dodaly na věrohodnosti. Odhalení z roku 2009, že lebka v sovětských archivech, o níž se dlouho (pochybně) tvrdilo, že patří Hitlerovi, ve skutečnosti patřila ženě, přispělo k podnícení konspiračních teorií.
Ačkoli se tato tvrzení dočkala určitého ohlasu v populární kultuře, historici a vědci je považují za vyvrácené okrajové teorie. Očití svědci a Hitlerovy zubní pozůstatky dokazují, že zemřel ve svém berlínském bunkru v roce 1945.

## Původ

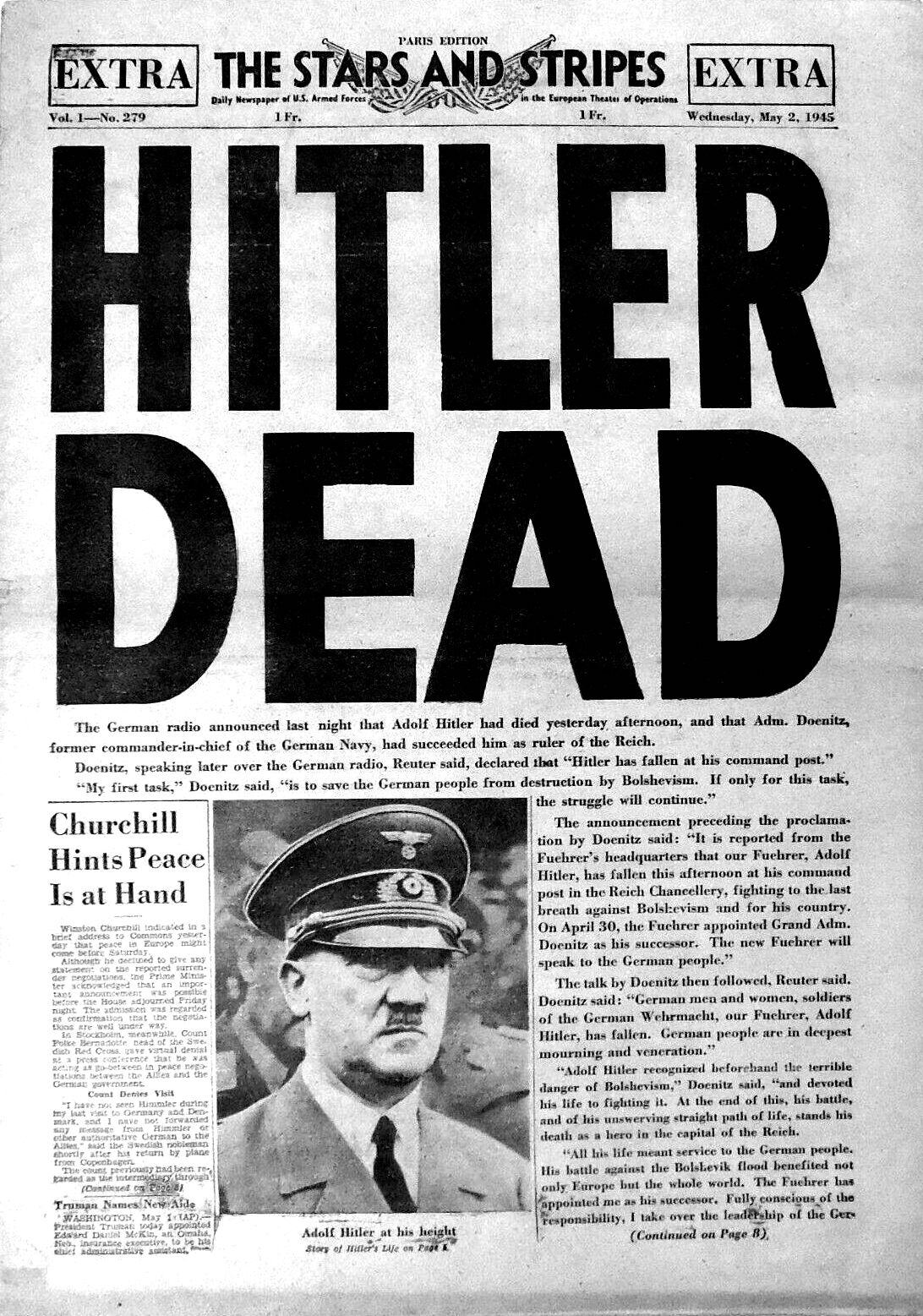
Titulek v amerických armádních novinách Stars and Stripes oznamující Hitlerovu smrt

Tvrzení, že Hitler nespáchal sebevraždu, ale že uprchl z Berlína, poprvé představil široké veřejnosti maršál Georgij Žukov na tiskové konferenci 9. června 1945 na příkaz sovětského vůdce Josifa Stalina, tedy více než měsíc od Hitlerovy smrti. Ten měsíc si 68 % dotázaných Američanů myslelo, že Hitler stále žije. Na otázku na Postupimské konferenci v červenci 1945, jak Hitler zemřel, Stalin odpověděl, že buď žije „ve Španělsku, nebo v Argentině.“ V červenci 1945 britské noviny zopakovaly komentář sovětského důstojníka, že ohořelé tělo objevené Sověty je „velmi špatný dvojník.“ Také americké noviny citovaly pochybné zdroje, například ruského velitele posádky v Berlíně, který tvrdil, že Hitler se „ukryl někde v Evropě.“ Tato dezinformace šířená Stalinovým režimem se stala odrazovým můstkem pro různé konspirační teorie, a to navzdory oficiálnímu závěru západních mocností a konsensu historiků, že Hitler spáchal 30. dubna 1945 sebevraždu. Způsobila dokonce menší oživení nacismu během spojenecké okupace Německa.
V říjnu 1945 citovaly noviny France-Soir Otto Abetze, nacistického velvyslance ve vichistické Francii za druhé světové války, který prohlásil, že Hitler není mrtev. První podrobné vyšetřování západních mocností začalo v listopadu téhož roku poté, co Dick White, tehdejší šéf kontrarozvědky v britském sektoru v Berlíně, nechal svého agenta Hugha Trevora-Ropera záležitost prošetřit, aby vyvrátil sovětská tvrzení. Jeho zjištění, že Hitler a Braunová zemřeli v Berlíně, byla sepsána ve zprávě v roce 1946 a následujícího roku vydána knižně. Ohledně případu Trevor-Roper uvažoval, že „touha vymýšlet legendy a pohádky...je (větší) než láska k pravdě“. V dubnu 1947 si 45 % dotázaných Američanů myslelo, že Hitler je stále naživu.

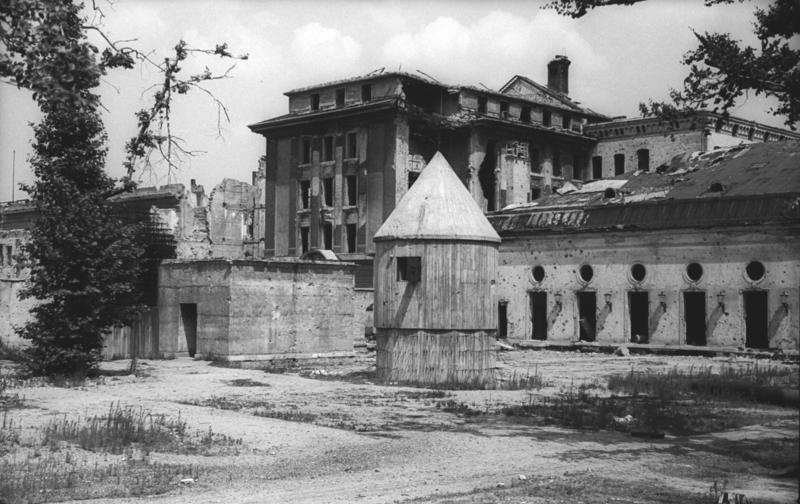
Vůdcův bunkr, místo, kde Adolf Hitler strávil poslední chvíle svého života

V roce 1946 začal americký horník a baptistický kazatel William Henry Johnson rozesílat sérii dopisů pod pseudonymem Furrier No. 1, v nichž tvrdil, že je Hitler živý a že s Braunovou uprchl do Kentucky. Tvrdil, že kopou tunely do Washingtonu a že zapojí armády, jaderné bomby a neviditelné vesmírné lodě, aby ovládl vesmír. Johnsonovi se podařilo získat až 15 000 dolarů (přes 140 000 dolarů v měně roku 2020), přičemž svým příznivcům sliboval vznešené pobídky, než byl v polovině roku 1956 zatčen na základě obvinění z poštovního podvodu.
V březnu 1948 přinesly noviny po celém světě zprávu bývalého německého poručíka Arthura F. Mackensena, který tvrdil, že 5. května 1945 (během sovětského bombardování Berlína) on, Hitler, Braunová a Martin Bormann unikli z vůdcova stanu v tancích. Skupina údajně odletěla z letiště Tempelhof do dánského Tønderu, kde Hitler pronesl projev, a poté spolu s Braunovou odletěli k pobřeží. V květnovém čísle italského časopisu Tempo z roku 1948 napsal autor Emil Ludwig, že místo Hitlera mohl být zpopelněn jeho dvojník, což mu umožnilo uprchnout ponorkou do Argentiny. Předsedající soudce norimberského procesu s Einsatzgruppen Michael Musmanno ve své knize z roku 1950 napsal, že takové teorie jsou „asi tak racionální, jako tvrdit, že Hitlera odnesli andělé,“ přičemž se odvolával na nedostatek důkazů, potvrzení Hitlerových zubních pozůstatků a skutečnost, že Ludwig výslovně ignoroval přítomnost svědků v bunkru. Musmanno ve svém vyvrácení Mackensenovy výpovědi cituje jeho pozdější příběh, v němž poručík údajně letěl 9. května do španělské Málagy, když na něj nad Marseille zaútočilo 30 stíhaček Lightning (přestože válka v Evropě skončila), přičemž údajně kromě něj zahynulo všech 33 cestujících.
V letech 1951 až 1972 vycházely v americkém bulvárním časopise National Police Gazette články, které tvrdily, že Hitler přežil. Mezi neprokázaná tvrzení patří, že Hitler zplodil děti s Braunovou někdy koncem 30. let, že na konci druhé světové války byl skutečně v nejlepším fyzickém stavu a že uprchl do Antarktidy nebo do Jižní Ameriky. Americký zpravodajský důstojník William F. Heimlich v článku pro Gazette tvrdil, že krev nalezená na Hitlerově pohovce neodpovídá jeho krevní skupině.
Historik Richard J. Evans v roce 2020 napsal:
| „                                                     | Pro některé krajní pravičáky se zdá nepředstavitelné, že by (Hitler) zemřel tak zbabělou a potupnou smrtí. ... V některých případech mají zastánci Hitlerova přežití silné vazby na neonacistickou scénu, prozrazují antisemitské přesvědčení nebo jsou zapojeni do organizací nadřazenosti bílé rasy v USA, které Hitlera považují za inspiraci pro své aktivity. ... Některé okrajové skupiny hlásající různé formy „alternativního“ poznání, jako jsou okultisté nebo nadšenci do UFO, se zřejmě domnívají, že spojením svého přesvědčení s Hitlerem si získají pozornost. V některých verzích mýtu o přežití se tedy Hitlerův útěk uskutečnil okultními prostředky nebo zahrnoval jeho cestu na tajnou nacistickou základnu létajících talířů pod antarktickým ledem. | “ |
| — Richard J. Evans, What the Hitler conspiracies mean | |   |

## Důkazy
Koncem roku 1945 Stalin zřídil druhou komisi, která měla vyšetřit Hitlerovu smrt, částečně i proto, aby prověřila zvěsti o Hitlerově přežití. Dne 30. května 1946 byla nalezena část lebky, údajně v kráteru, kde byly exhumovány Hitlerovy ostatky. Skládá se z části týlní kosti a části obou temenních kostí. Téměř kompletní levá temenní kost má otvor po kulce, zřejmě výstupní ránu. V roce 2009 v jedné z epizod pořadu History's MysteryQuest zkoumal archeolog z Connecticutské univerzity a specialista na kosti Nick Bellantoni úlomek lebky, o němž se sovětští představitelé domnívali, že patří Hitlerovi. Podle Bellantoniho se „kost zdála být na muže velmi tenká“ a „švy v místě, kde se lebeční desky spojují, zřejmě odpovídaly někomu mladšímu 40 let.“ Malý kousek oddělený od lebky byl podroben testům DNA, stejně jako krev z Hitlerovy pohovky. Bylo zjištěno, že lebka patřila ženě, což poskytlo potravu konspiračním teoretikům, zatímco krev byla potvrzena jako mužská.

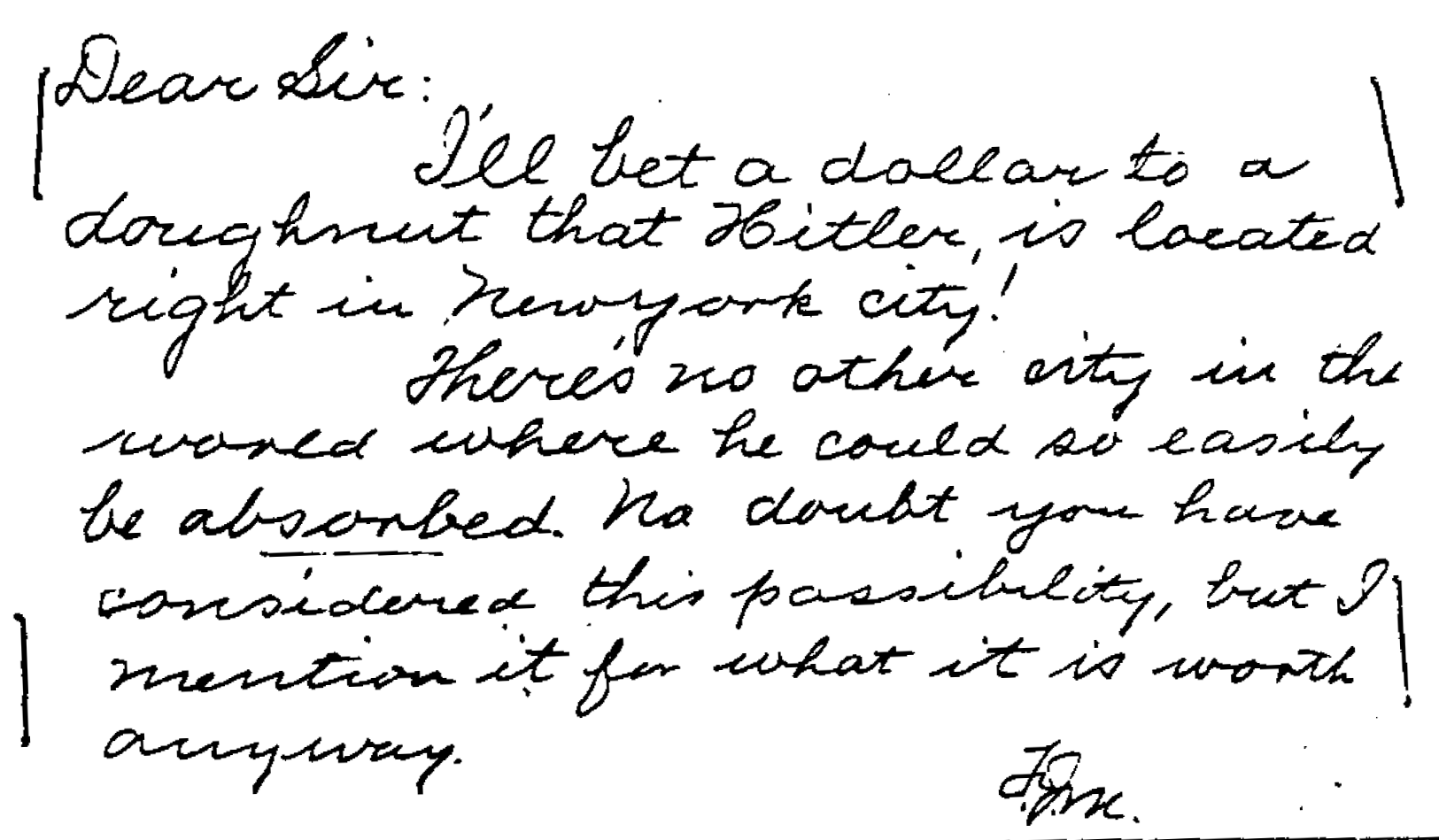
Ze spisu FBI: poznámka z roku 1945 parafovaná "JFK", v níž se spekuluje o tom, že Hitler mohl uprchnout do New Yorku.

Bývalí sovětští ani ruští představitelé netvrdili, že lebka je hlavním důkazem, ale odkazovali na fragmenty čelistních kostí a dva zubní můstky nalezené v květnu 1945. Tyto předměty byly ukázány dvěma spolupracovníkům Hitlerova osobního zubaře Huga Blaschkeho: jeho asistentce Käthe Heusermannové a dlouholetému zubnímu technikovi Fritzi Echtmannovi. Ti potvrdili, že zubní pozůstatky patří Hitlerovi a Braunové. To později potvrdil i Blaschke. V roce 2017 francouzský soudní patolog Philippe Charlier potvrdil, že zuby na jednom z úlomků čelistní kosti jsou v „naprosté shodě“ s rentgenovým snímkem Hitlera z roku 1944. Toto zkoumání zubů francouzským týmem, jehož výsledky byly v květnu 2018 zveřejněny v časopise European Journal of Internal Medicine, ukázalo, že zubní pozůstatky jsou s konečnou platností Hitlerovy. Podle Charliera „není možná žádná pochybnost. Naše studie dokazuje, že Hitler zemřel v roce 1945.“
Dokumenty FBI odtajněné na základě zákona o odhalení nacistických válečných zločinů z roku 1998, které začaly být zveřejňovány na internetu počátkem roku 2010, obsahují řadu údajných pozorování Hitlera v Evropě, Jižní Americe a Spojených státech, z nichž některá tvrdí, že změnil svůj vzhled pomocí plastické chirurgie nebo oholením svého knírku. Ačkoli některé významné osobnosti spekulovaly o tom, že Hitler mohl přežít, včetně budoucích prezidentů armádního generála Dwighta D. Eisenhowera a poručíka Johna F. Kennedyho v polovině roku 1945, v dokumentech se uvádí, že údajná pozorování Hitlera nebylo možné ověřit. Richard J. Evans poznamenává, že FBI byla povinna taková tvrzení zdokumentovat bez ohledu na to, jak „mylná nebo pomatená“ byla a americký historik Donald McKale uvádí, že jejich spisy nepřinesly žádné věrohodné indicie o Hitlerově přežití.
Navzdory dezinformacím Stalinovy vlády a nesrovnalostem mezi očitými svědky panuje mezi historiky shoda, že Hitler spáchal 30. dubna 1945 sebevraždu.

## Údajný útěk do Argentiny

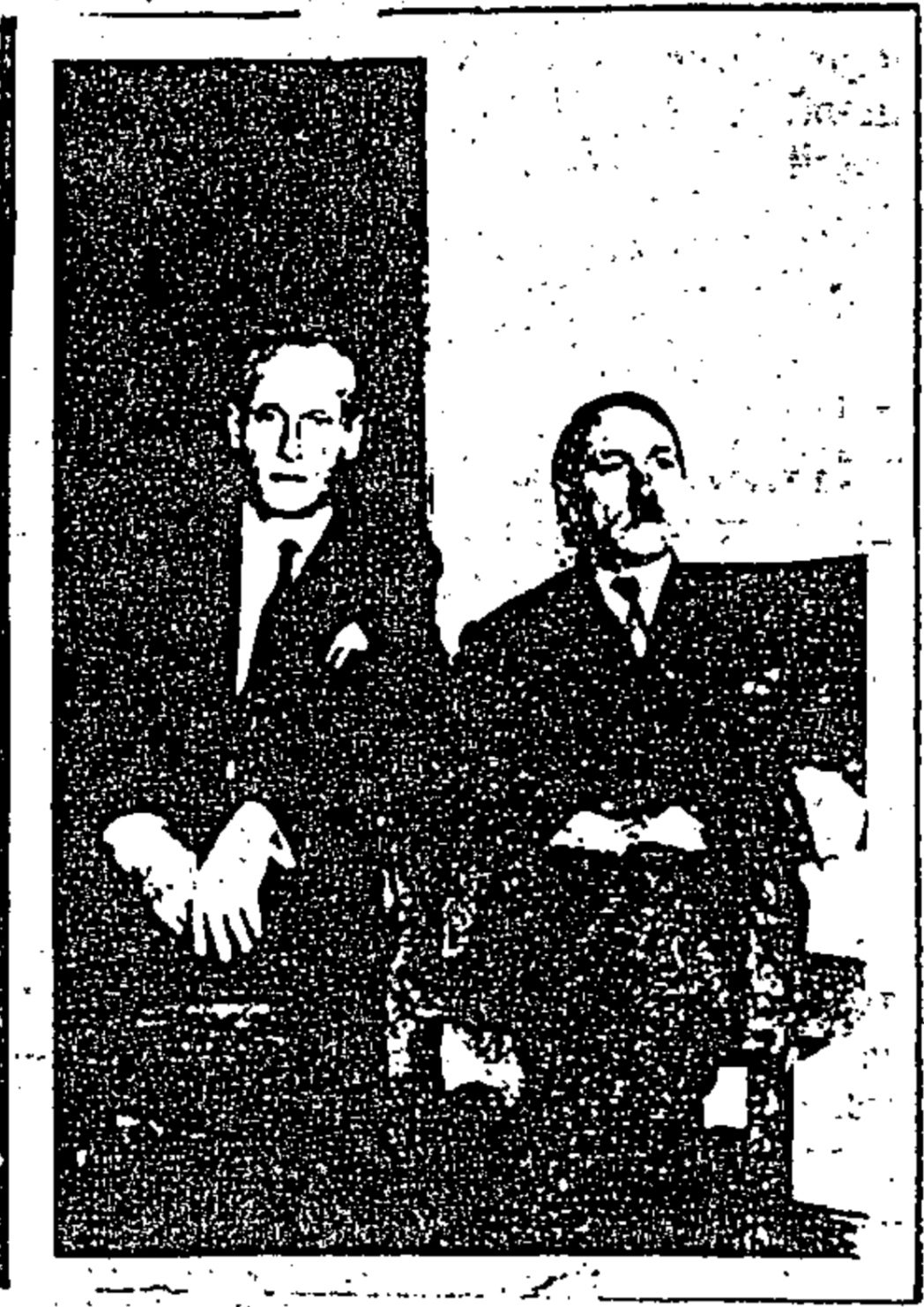
Fotografie z dokumentu CIA, na níž je údajný bývalý voják SS a muž, o němž tvrdí, že je Hitler (cca 1954)

### Tvrzení Phillipa Citroena
Odtajněný dokument CIA z 3. října 1955 uvádí tvrzení samozvaného bývalého německého vojáka SS Phillipa Citroena, že Hitler je stále naživu a že „kolem ledna 1955 odjel z Kolumbie do Argentiny.“ K dokumentu byla přiložena údajná fotografie Citroena a osoby, o níž tvrdil, že je Hitler; na zadní straně fotografie bylo napsáno „Adolf Schüttelmayor“ a rok 1954. Ve zprávě se také uvádí, že ani kontakt, který o rozhovorech s Citroenem informoval, ani stanice CIA nebyly „schopny podat inteligentní vyhodnocení informací.“ Nadřízení šéfa stanice mu sdělili, že „na tuto záležitost lze vynaložit obrovské úsilí s mizivou možností zjistit něco konkrétního“, a vyšetřování bylo zastaveno.

### Zjištění Dunstana a Williamse

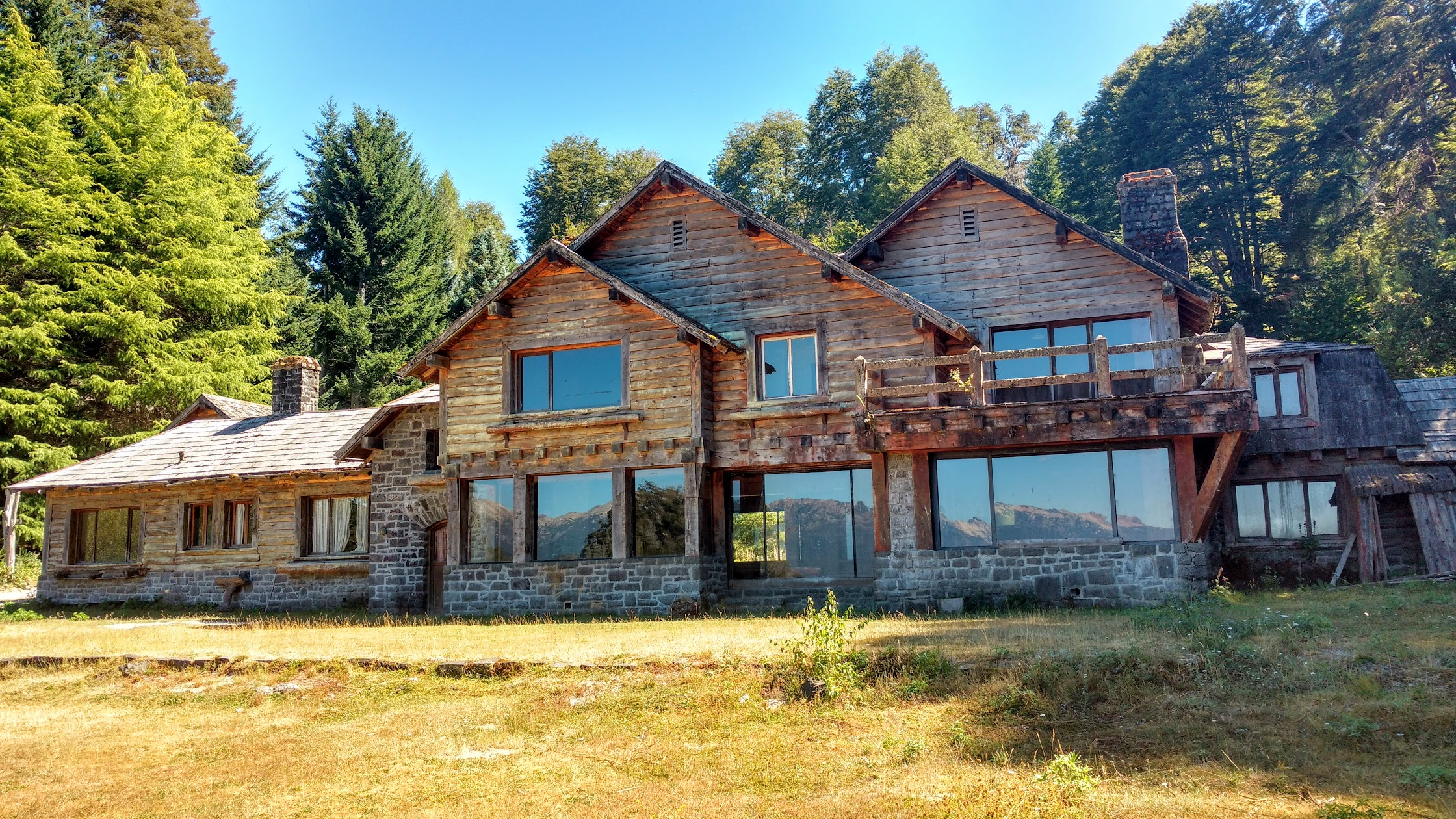
Dům Inalco poblíž současné osady Villa La Angostura a jezera Nahuel Huapi. Podle teorie zde měl Hitler žít několik let po roce 1945.

Kniha Adolf Hitler: Zemřel v roce 1962 v Argentině? (Grey Wolf: The Escape of Adolf Hitler) britských autorů Simona Dunstana a Gerrarda Williamse z roku 2011 a podle ní natočený Williamsův dokumentární film z roku 2014 naznačují, že několik ponorek převezlo některé nacisty a nacistickou kořist do Argentiny, kde nacisty podporoval budoucí prezident Juan Perón, který se svou ženou Evou nějakou dobu dostával od nacistů peníze. Jak uváděla tvrzení, která obdržela FBI, Hitler údajně dorazil do Argentiny a nejprve se ubytoval v Haciendě San Ramón (východně od San Carlos de Bariloche), poté se přestěhoval do sídla v bavorském stylu v Inalcu, odlehlém a těžko přístupném místě na severozápadním konci jezera Nahuel Huapi, poblíž chilských hranic. Eva Braunová údajně opustila Hitlera kolem roku 1954 a přestěhovala se s dcerou Ursulou (Uschi) do Neuquénu. Samotný Hitler prý zemřel v únoru 1962.
Do češtiny knihu přeložil Dušek Zdík.
Tuto teorii o Hitlerově útěku do Argentiny historici, včetně Guye Walterse, odmítli. Ten označil Dunstanovu a Williamsovu teorii za nesmysl a dodal: „Není v ní vůbec nic podstatného. Odvolává se na bludné fantazie zastánců konspiračních teorií a v historickém výzkumu nemá vůbec žádné místo.“ Walters tvrdí, že „je prostě nemožné uvěřit, že by tolik lidí dokázalo tak rozsáhlý podvod tak zamlčet.“ Historik Richard Evans má ke knize a následnému filmu mnoho výhrad. Například poznamenává, že příběh o dceři Uršule je pouhým svědectvím z druhé ruky bez identifikace nebo potvrzení. Evans také poznamenává, že Dunstan a Williams hojně využívali knihu Hitler murió en la Argentina od Manuela Monasteria, jejíž autor později přiznal, že obsahuje vymyšlené „bláboly“, a spekulace.

### Hunting Hitler
Vyšetřovatelé seriálu Hunting Hitler (2015–2018) od History Channel tvrdí, že našli odtajněné dokumenty a vyslechli svědky, podle nichž Hitler uprchl z Německa a odcestoval na ponorce do Jižní Ameriky. Spolu s dalšími nacisty pak údajně plánoval „čtvrtou říši“. Takové konspirační teorie o přežití a útěku byly všeobecně odmítnuty. V rozporu s tím seriál v roce 2017 pochválil bulvární časopis National Police Gazette, který v minulosti patřil k zastáncům konspiračních teorií, a zároveň vyzval Rusko, aby umožnilo testování Hitlerových čelistních ostatků na DNA. Poté, co v seriálu vystoupil jako odborník na druhou světovou válku historik James Holland, prohlásil, že si dával velký pozor, aby ve filmu nikdy nezmínil, že si myslí, že Hitler nebo Bormann utekli.

## V populární kultuře
- V dobrodružném románu Douglase Valdera Duffa Na střeše světa (1949) plánuje skupina uprchlých nacistických důstojníků se svým vůdcem (údajně samotným Hitlerem) bombardovat hlavní města po celém světě jadernými zbraněmi ze své pevnosti v Tibetu.
- V novele The Portage to San Cristobal of A.H. od George Steinera z roku 1981 Hitler přežije konec války a uprchne do amazonské džungle, kde ho po 30 letech najdou a soudí lovci nacistů. Hitler se hájí tím, že jelikož Izrael vděčí za svou existenci holocaustu, je ve skutečnosti dobrodincem Židů.
- V románu Berkut (1987) Hitler prchá z Berlína s úmyslem dostat se do Jižní Ameriky, ale je tajně zajat elitním sovětským komandem na Stalinův rozkaz. Je uvězněn v Moskvě a později popraven.
- V epizodě Simpsonových z roku 1995 Bart vs. Austrálie volá Bart Simpson do Buenos Aires, kde ho přijme postarší Adolf Hitler.
- Ve videohře Persona 2: Nevinný hřích z roku 1999 se šíří fáma, že Hitler byl zachráněn elitními vojáky a uprchl s těmito vojáky do Antarktidy, což má za následek, že tento "Poslední prapor" ovládne město Sumaru. Na rozdíl od většiny líčení Hitlerova přežití po roce 1945 to v kontextu příběhu není ve skutečnosti pravda; příběh se týká fámy, která se stává skutečností, a "Hitler", s nímž strana bojuje, se ukáže být Nyarlathotepem v přestrojení.
- V CGI anime filmu Lupin III: The first (2019) Interpol rozšíří falešnou fámu, že Hitler žije a bydlí v Brazílii, aby vylákal jeho fanatické stoupence z úkrytu.
- V televizním seriálu Amazon Prime Lovci (2020) se v roce 1977 zjistí, že Adolf Hitler a Eva Braunová žijí v Argentině.